# НИИОХ
НИИОХ — посёлок в Верхнехавском районе Воронежской области.
Входит в состав Спасского сельского поселения.
В 1935 году указом Наркомпрода была основана Верхнехавская (Воронежская) овощная опытная станция от Всероссийского НИИ овощного хозяйства. (НИИОХ). Станция решает следующие задачи: создание новых и улучшение местных сортов, производство элитных семян основных овощных культур, разработка промышленных технологий возделывания и уборки овощей. За время существования станции создано около 50 сортов овощных культур и 55 однолетних цветочных культур.
В настоящее время коллектив специалистов, занятых в науке составляет 17 человек, в т.ч. 2 кандидата с/х наук, 5 старших научных сотрудников, 1 младший научный сотрудник, 1 аспирант. Научные исследования ведутся по 8 селекционным и 2 агротехническим темам.
В 2013 году в Госреестр РФ было включено 83 сорта селекции станции, передано 3 сорта: огурец сорт Наденька, свекла столовая сорт Евгения и астра однолетняя сорт Ассоль Воронежская. В 2014 году включено в Госреестр РФ 3 сорта астры.
Всего сельскохозяйственных угодий, 295га, в том числе пашни, 279га.

## География

### Улицы
- ул. Запрудная,
- ул. Садовая,
- ул. Тенистая,
- ул. Школьная,
- пер. Флотский.

## Население
| 2000 | 2005 | 2010 |
| ---- | ---- | ---- |
| 318  | ↘274 | ↘256 |